# Бичковка
Бичко́вка (рос. Бычковка, башк. Бычковка) — присілок у складі Салаватського району Башкортостану, Росія. Входить до складу Малоязівської сільської ради.
Населення — 41 особа (2010; 40 в 2002).
Національний склад:
- росіяни — 92 %